# Marta Linares
Marta Linares García (Castellón de la Plana, 31 de enero de 1986) es una ex gimnasta rítmica española que fue olímpica en Atenas 2004, donde logró la 7ª plaza y el diploma olímpico. Posee además la medalla de bronce en 3 aros y 4 mazas en la prueba de la Copa del Mundo de Bakú (2005) y varias medallas más en numerosas competiciones internacionales. Fue campeona de España con el conjunto de primera categoría del Club Atlético Montemar (2000), con el que logró varias preseas a nivel nacional. Tras ser técnico de varios clubes, desde septiembre de 2020 es entrenadora del equipo nacional individual en el CAR de Madrid.

## Biografía deportiva

### Inicios
Después de empezar a practicar ballet, se inició en la gimnasia rítmica con 9 años de edad, ingresando posteriormente en el Club Tramuntana de Castellón de la Plana. Además, solía irse cedida al Club Atlético Montemar de Alicante para disputar el Campeonato de España de Conjuntos.
En 1999 formó parte del conjunto español júnior entrenado por Dalia Kutkaite que logró el oro en el concurso general y la plata en la final de 5 cintas en el Torneo Internacional de Portimão, además de la 5ª plaza en el Torneo Internacional de Budapest, tras ser terceras en la calificación. En el Campeonato de Europa de Budapest consiguió con el conjunto la 5ª posición, después de quedar en el 4º puesto en la primera calificación. El conjunto júnior estaba integrado entonces por Marta, Belén Aguado, Aida Otero, Carolina Rodríguez, Patricia Rojano, Andrea Rubiño y Noemí Vives. Linares fue ese año también medalla de bronce en el concurso general de la categoría júnior con el conjunto del Montemar en el Campeonato de España de Conjuntos de 1999 en Valladolid (un conjunto entonces integrado también por otras tres futuras gimnastas de la selección como Isabel Pagán, Jennifer Colino y Laura Devesa, además de por Ana Marqueño), y en el 2000 fue campeona de España en el concurso general de la primera categoría y medalla de plata en la final de 3 aros y 2 cintas en el Campeonato de España de Conjuntos en Málaga, también con el Montemar.

### Etapa en la selección nacional
En enero de 2001 fue reclamada para formar parte de la selección nacional de gimnasia rítmica de España en la modalidad de conjuntos. Entrenó desde entonces una media de 8 horas diarias en el Centro de Alto Rendimiento de Madrid a las órdenes primero de Nina Vitrichenko, desde octubre de 2001 de Rosa Menor y Noelia Fernández, y desde 2004 de Anna Baranova y Sara Bayón. En el Trofeo S.M. Margarita de Bulgaria, el conjunto obtuvo 3 medallas de plata, tanto en el concurso general como en las finales de 10 mazas y de 3 cuerdas y 2 pelotas. Posteriormente, Linares participaría en su primera competición oficial, el Campeonato de Europa de Ginebra. En ella, el conjunto obtuvo el 7º puesto en el concurso general y en 10 mazas, y el 8º en 3 cuerdas y 2 pelotas. El conjunto lo integraban ese año Marta, Sonia Abejón, Belén Aguado, Blanca Castroviejo, Bárbara González Oteiza y Aida Otero. En julio de 2002 disputó el Campeonato del Mundo de Nueva Orleans, donde el conjunto acabó 9º en el concurso general y 7º en la final de 5 cintas. El conjunto para las competiciones estuvo integrado ese año por Marta, Sonia Abejón, Belén Aguado, Blanca Castroviejo, Bárbara González Oteiza e Isabel Pagán.
Para febrero de 2003, el conjunto conquistó los 3 oros disputados en el Torneo Internacional de Madeira. En el Trofeo Sant Petersburg Pearls logró 3 bronces. Posteriormente, en el Triangular Internacional de Torrevieja obtiene la plata en el concurso general. En abril de 2003 el conjunto español compitió en el Campeonato de Europa de Riesa, en el que logró el 6º puesto en el concurso general, el 7º en 3 aros y 2 pelotas y el 8º en 5 cintas. En septiembre disputó el Campeonato del Mundo de Budapest, logrando nuevamente el 6º puesto en el concurso general, y obteniendo así el pase a los Juegos Olímpicos de Atenas 2004. También lograron el 7º puesto en 3 aros y 2 pelotas, y el 6º en 5 cintas. El conjunto estuvo integrado a principios de año por Sonia Abejón, Blanca Castroviejo, Bárbara González Oteiza, Lara González, Isabel Pagán y Nuria Velasco, aunque Blanca Castroviejo se retiró en mayo, volviendo a la titularidad Marta.
En febrero de 2004, en el Torneo Internacional de Madeira, el conjunto obtuvo 3 medallas de plata. En el Preolímpico de Atenas, celebrado en marzo, logró la 6ª plaza en el concurso general. En abril de 2004, el conjunto disputó el Volga Magical International Tournament de Nizhni Nóvgorod, una prueba de la Copa del Mundo de Gimnasia Rítmica, donde logró el 4º puesto en el concurso general, el 5º en 3 aros y 2 pelotas y el 4º en 5 cintas. En mayo, en la prueba de la Copa del Mundo disputada en Duisburgo, obtuvo el 4º puesto tanto en el concurso general como en las finales por aparatos, así como en el concurso general de la prueba celebrada en Varna en julio. En agosto tuvieron lugar los Juegos Olímpicos de Atenas, la única participación olímpica de Marta. El conjunto español obtuvo el pase a la final tras lograr la 8ª plaza en la calificación. Finalmente, el 28 de agosto consiguió la 7ª posición en la final, por lo que obtuvo el diploma olímpico. El conjunto para los Juegos estaba integrado por Marta, Sonia Abejón, Bárbara González Oteiza, Isabel Pagán, Carolina Rodríguez y Nuria Velasco. Aunque formaban parte, como suplentes, del equipo nacional aquel año, Lara González y Ana María Pelaz se quedaron fuera de la convocatoria para los Juegos, por lo que su papel se limitó a animar a sus compañeras desde la grada del pabellón ateniense. 
Para 2005, la nueva seleccionadora nacional era Anna Baranova, siendo también desde entonces entrenadora del conjunto junto a Sara Bayón. En el Campeonato del Mundo de Bakú, el conjunto obtuvo el 7º puesto en el concurso general y el 6º en 3 aros y 4 mazas. El conjunto lo formaron ese año Marta, Bárbara González Oteiza, Lara González, Isabel Pagán, Ana María Pelaz y Nuria Velasco.

### Retirada de la gimnasia
En 2006 una inflamación en la rodilla izquierda hizo que abandonara la selección y decidiera poner fin a su carrera, no pudiendo competir ese año en ningún campeonato. Ese mismo año comenzó a estudiar INEF, además de pasar a entrenar a las júnior de la selección española. De 2008 a 2010 volvió a competir como integrante del conjunto del Club Distrito III de Alcalá de Henares, club el cual también entrenaba, llegando a competir en el Campeonato de España de Conjuntos de 2008 en Zaragoza, donde logró el bronce en primera categoría. En 2009 participó en el Campeonato de España de Conjuntos que se celebró en Valladolid y en 2010 en el de Logroño. También practicó durante un tiempo gimnasia estética junto a otras exgimnastas nacionales como Sonia Abejón, Nuria Artigues, Rebeca García, Sara Garvín, Bárbara González Oteiza, Lara González, Isabel Pagán y Bet Salom.
El 25 de noviembre de 2017, Marta asistió al homenaje a las 9 gimnastas olímpicas de la Comunidad Valenciana, organizado por la Federación Valenciana de Gimnasia durante la Fase Final del Circuito Iberdrola de Gimnasia Rítmica en el Pabellón Pedro Ferrándiz de Alicante. Al mismo asistieron Marta, Maisa Lloret, Carolina Pascual, Marta Baldó, Carmina Verdú, Isabel Pagán, Alejandra Quereda y Elena López, con la ausencia de Estela Giménez, que no pudo acudir al acto. También fue homenajeada en el mismo la entrenadora Rosa Menor, ex seleccionadora nacional de gimnasia rítmica. A todas ellas se les hizo entrega de un ramo, un plato condecorado del Ayuntamiento de Alicante y un collar de oro con los aros olímpicos.
Licenciada en Ciencias de la Actividad Física y del Deporte (INEF), ha entrenado en diversos clubes al poseer el Nivel III de Entrenadora Nacional, además de trabajar desde 2011 en Trainido (una empresa virtual de entrenadores personales fundada entre otros por el exgimnasta Jesús Carballo Martínez) como especialista en actividad física y Pilates para embarazadas. Hasta agosto de 2020 entrenó en el Club Gimnasia Rítmica San Fernando de Henares de la ciudad homónima, club dirigido y entrenado también por su excompañera de la selección Sonia Abejón. Desde septiembre de 2020 es entrenadora del equipo nacional individual junto a la seleccionadora Alejandra Quereda en el CAR de Madrid.

## Equipamientos
| Período      | Proveedor  |
| ------------ | ---------- |
| 1999         | Arena      |
| 2001 - 2006  | Li-Ning    |
| 2004 (JJ.OO) | John Smith |

## Música de los ejercicios
| Año         | Aparatos                                 | Música |
| ----------- | ---------------------------------------- | --- |
| 2001        | 10 mazas                                 | Medley de los temas «Méandres», «Havi Vahlia» y «Bascule», compuestos por René Dupéré para el espectáculo Nouvelle Expérience del Cirque du Soleil. |
| 2001        | 3 cuerdas y 2 pelotas                    | «Orobroy» de David Dorantes y «Flamenco bolero», una adaptación del Bolero de Maurice Ravel por Gustavo Montesano y la Royal Philharmonic Orchestra. |
| 2002        | 5 cintas                                 | Medley de los temas «Panamericana Suite» de Paquito D'Rivera, «New Arrival» de Tito Puente, «Caridad Amaro» de Chucho Valdés, «Afro-Cuban Jazz Suite» de Chico O'Farrill y «Oye cómo viene» de Chano Domínguez, pertenecientes a la banda sonora de Calle 54. |
| 2002        | 3 cuerdas y 2 pelotas                    | «Paisaje español», de Ricardo García. |
| 2003        | 5 cintas                                 | «Paisaje español», de Ricardo García y «Zorro's Theme», de la banda sonora de La máscara del Zorro, compuesta por James Horner. |
| 2003        | 3 aros y 2 pelotas                       | «All That Jazz» del musical Chicago, compuesta por John Kander y Fred Ebb. |
| 2004        | 5 cintas                                 | «Paisaje español», de Ricardo García, «Habanera» de la ópera Carmen de Georges Bizet, y Malagueña de Ernesto Lecuona. |
| 2004        | 3 aros y 2 pelotas (Inicio de temporada) | Temas «Peacemaker» y «Chase» de la banda sonora de El pacificador, compuesta por Hans Zimmer. |
| 2004        | 3 aros y 2 pelotas (JJ.OO. de Atenas)    | Temas «Red Warrior», «Theme» y «Spectres in the Fog», de la banda sonora de El último samurái, compuesta por Hans Zimmer. |
| 2005 - 2006 | 5 cintas                                 | «El conquistador» de Maxime Rodriguez. |
| 2005        | 3 aros y 4 mazas                         | «Camina y ven» de David Bisbal y «Sphynx» de Giampiero Ponte. |

## Palmarés deportivo

### A nivel de club
| 1999 - Campeonato de España de Conjuntos en Valladolid Bronce en concurso general (categoría júnior) 2000 - Campeonato de España de Conjuntos en Málaga Oro en concurso general (primera categoría) Plata en 3 aros y 2 cintas | 2008 - Campeonato de España de Conjuntos en Zaragoza Bronce en concurso general (primera categoría) |

### Selección española
| 1999 - Torneo Internacional de Portimão Oro en concurso general Plata en 5 cintas - Torneo Internacional de Budapest 5º puesto en final (5 cintas) - Campeonato de Europa de Budapest 4º puesto en primera calificación 5º puesto en final (5 cintas) 2001 - Trofeo S.M. Margarita de Bulgaria Plata en concurso general Plata en 10 mazas Plata en 3 cuerdas y 2 pelotas - Campeonato de Europa de Ginebra 7º puesto en concurso general 7º puesto en 10 mazas 8º puesto en 3 cuerdas y 2 pelotas 2002 - Trofeo Sant Petersburg Pearls Plata en concurso general Resultado en las finales desconocido - Campeonato del Mundo de Nueva Orleans 9º puesto en concurso general 7º puesto en 5 cintas 2003 - Torneo Internacional de Madeira Oro en concurso general Oro en 5 cintas Oro en 3 aros y 2 pelotas - Trofeo Sant Petersburg Pearls Bronce en concurso general Bronce en 5 cintas Bronce en 3 aros y 2 pelotas - Triangular Internacional de Torrevieja Plata en concurso general - Torneo Internacional de Thiais 7º puesto en concurso general 7º puesto en 5 cintas - Campeonato de Europa de Riesa 6º puesto en concurso general 8º puesto en 5 cintas 7º puesto en 3 aros y 2 pelotas - Grand Prix de Sofía 4º puesto en concurso general Plata en 5 cintas Bronce en 3 aros y 2 pelotas - Campeonato del Mundo de Budapest 6º puesto en concurso general 6º puesto en 5 cintas 7º puesto en 3 aros y 2 pelotas | 2004 - Torneo Internacional de Madeira Plata en concurso general Plata en 5 cintas Plata en 3 aros y 2 pelotas - Preolímpico de Atenas 6º puesto en concurso general - Volga Magical International Tournament / Prueba de la Copa del Mundo en Nizhni Nóvgorod 4º puesto en concurso general 4º puesto en 5 cintas 5º puesto en 3 aros y 2 pelotas - German Rhythmic Gymnastics Open / Prueba de la Copa del Mundo en Duisburgo 4º puesto en concurso general 4º puesto en 5 cintas 4º puesto en 3 aros y 2 pelotas - Prueba de la Copa del Mundo en Varna 4º puesto en concurso general - Juegos Olímpicos de Atenas 2004 8º puesto en calificación 7º puesto en final y diploma olímpico 2005 - AGF Cup / Prueba de la Copa del Mundo en Bakú 4º puesto en 5 cintas Bronce en 3 aros y 4 mazas - Grand Prix de Deventer / Alfred Vogel Cup 5º puesto en concurso general 4º puesto en 5 cintas 5º puesto en 3 aros y 4 mazas - Grand Prix de Berlín / Berlin Masters Bronce en concurso general Bronce en 5 cintas Bronce en 3 aros y 4 mazas - Henkel Rhythmic Gymnastics / Prueba de la Copa del Mundo en Düsseldorf 4º puesto en concurso general 5º puesto en 5 cintas 4º puesto en 3 aros y 4 mazas - Campeonato del Mundo de Bakú 7º puesto en concurso general 6º puesto en 3 aros y 4 mazas |

## Premios, reconocimientos y distinciones
- Mejor Deportista en la X Gala del Deporte Provincial de Castellón (2006)[16]

### Otros honores
- Entrega de un collar de oro con los aros olímpicos y un plato condecorado del Ayuntamiento de Alicante en el homenaje a las 9 gimnastas olímpicas de la Comunidad Valenciana, organizado por la Federación Valenciana de Gimnasia el 25 de noviembre de 2017 durante la Fase Final del Circuito Iberdrola de Gimnasia Rítmica en el Pabellón Pedro Ferrándiz de Alicante.[11]

## Galería

### Entrenamiento del conjunto nacional en diciembre de 2003

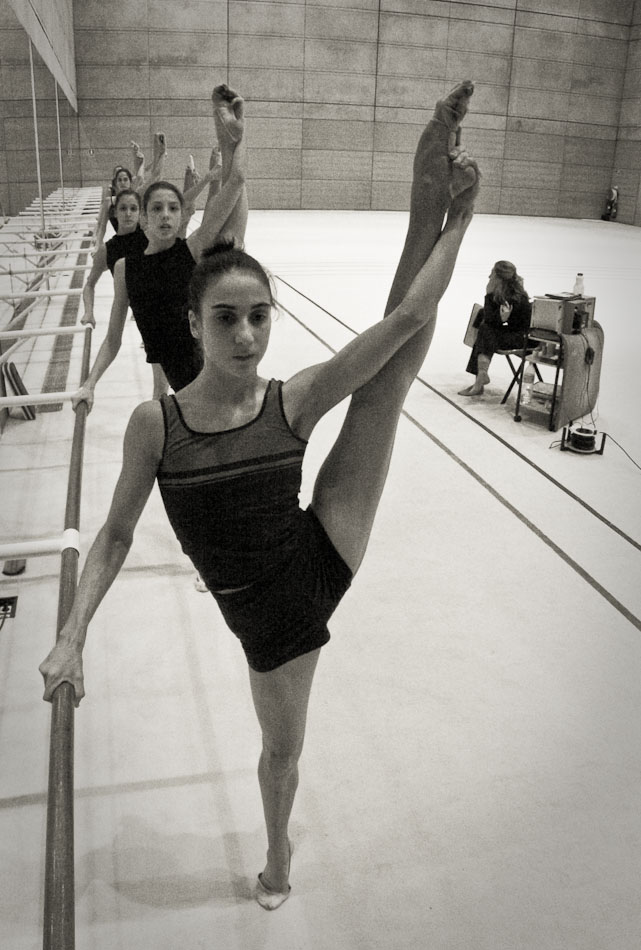
Marta (segunda) junto a otras componentes del conjunto nacional realizando un split o spagat lateral en la barra de ballet.
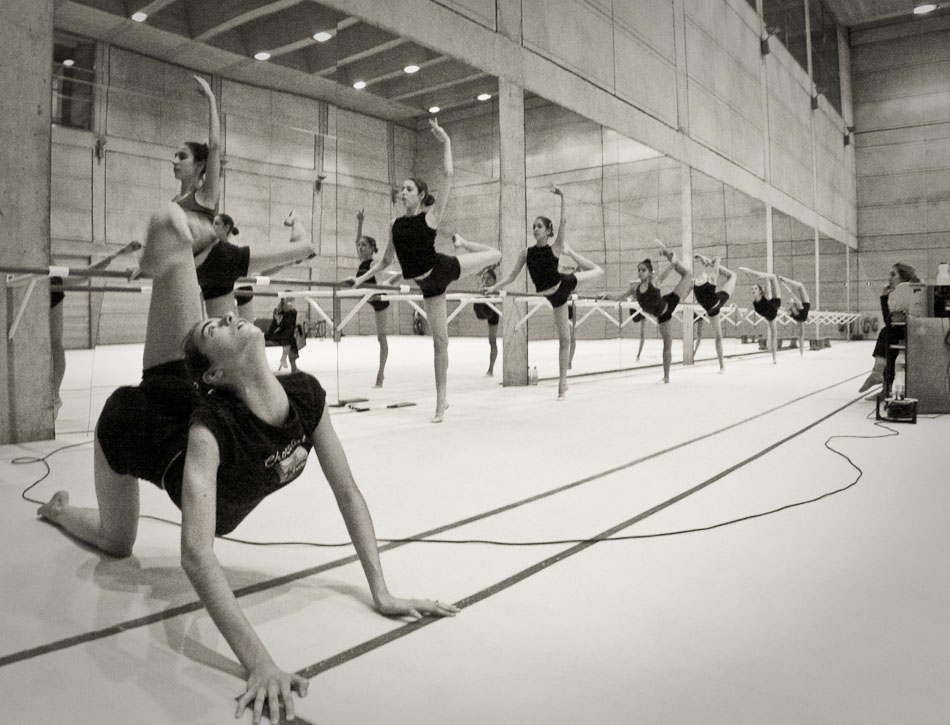
Varias componentes de la selección nacional realizando un equilibrio en posición de attitude.
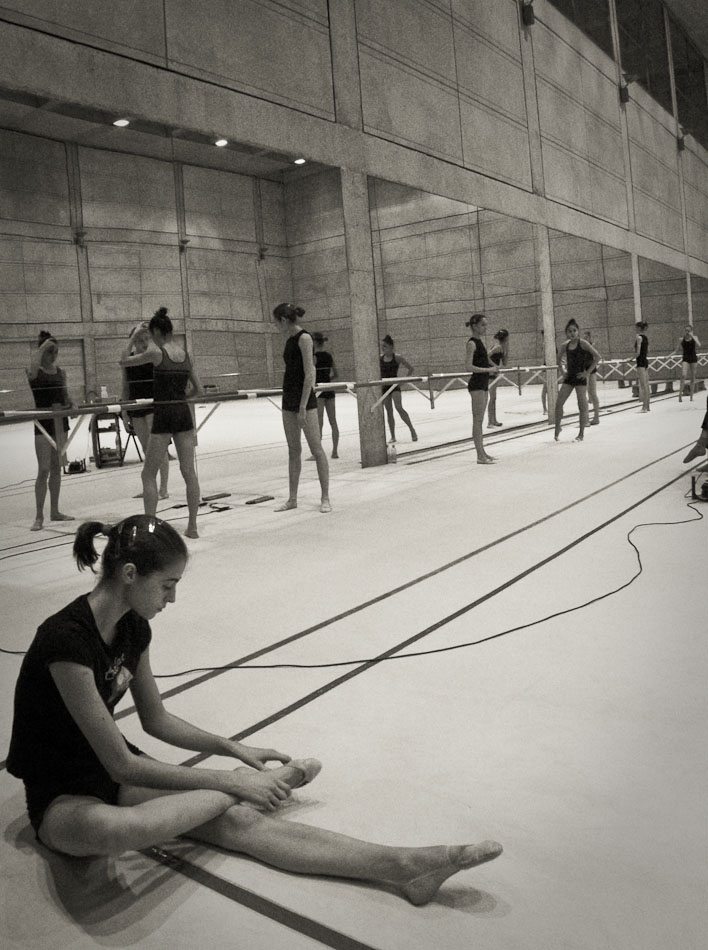
Las integrantes de la selección nacional durante un descanso.
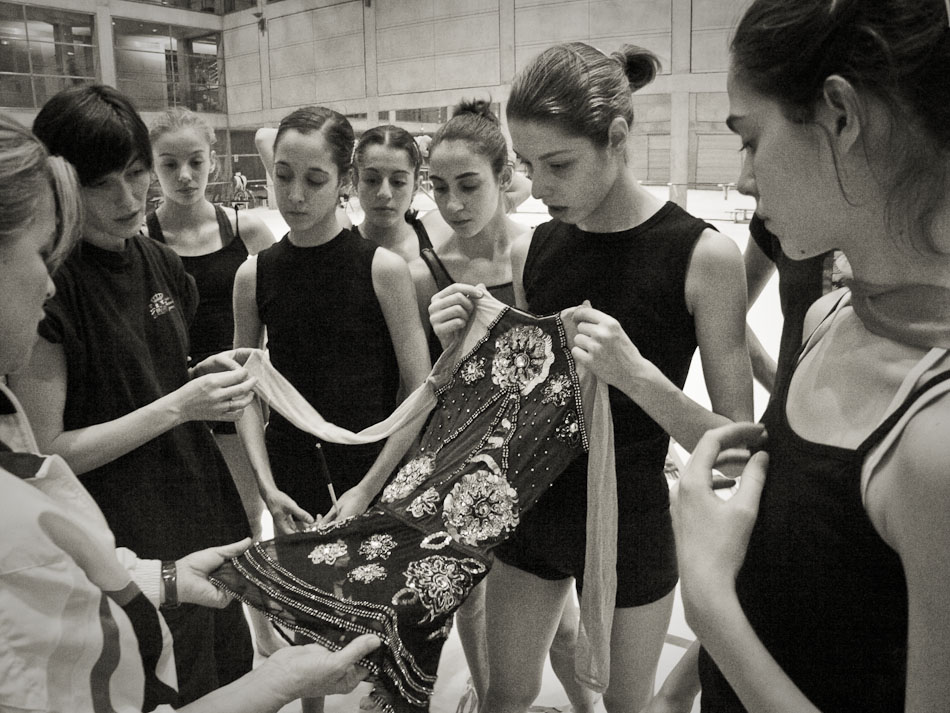
Linares (segunda desde la derecha) sosteniendo un maillot junto al resto del conjunto y las entrenadoras Rosa Menor y Noelia Fernández.
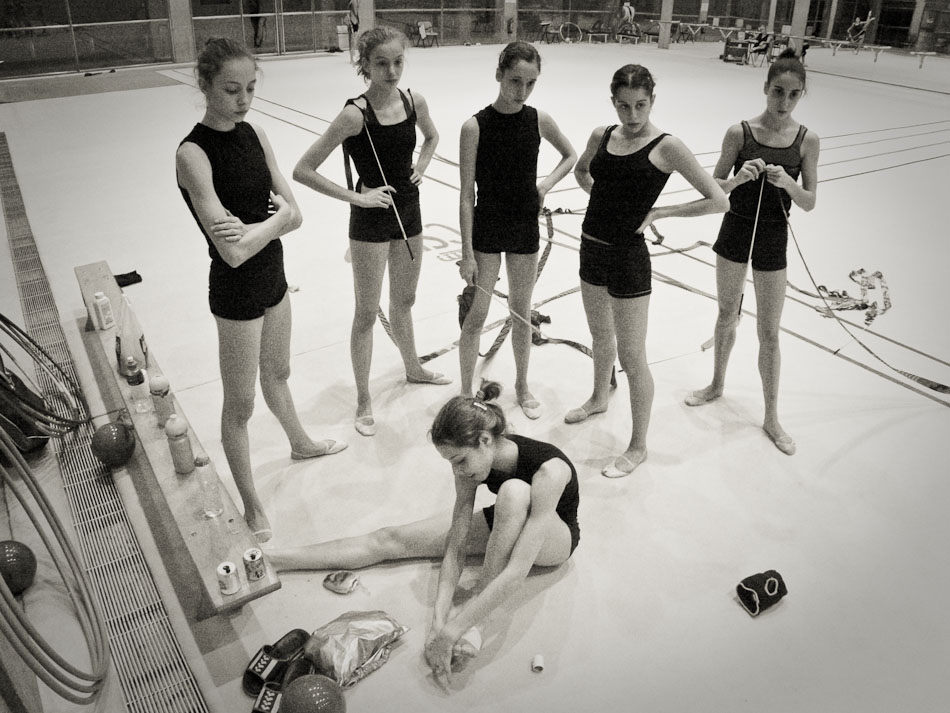
Marta (en el suelo) junto a otras integrantes del conjunto español durante un ensayo del ejercicio de 5 cintas.

## Filmografía

### Programas de televisión
| Programas de televisión | Programas de televisión     | Programas de televisión | Programas de televisión   |
| Año                     | Título                      | Cadena                  | Notas                     |
| ----------------------- | --------------------------- | ----------------------- | ------------------------- |
| 2002                    | Escuela del deporte         | La 2 de TVE             | Aparición en reportaje    |
| 2004                    | El sueño olímpico. ADO 2004 | La 2 de TVE             | Entrevistada en reportaje |